# 朱賢𤍘
平原王朱贤𤍘（14世纪—1428年），明朝齐恭王朱榑庶三子。
洪武三十五年（1402年）八月，受封为平原王。永乐四年（1406年）八月，朱榑被废，朱賢𤍘兄弟也一并被废。
《罪惟录》载，宣德三年（1428年）有福建男子楼濂冒名为“七府小齐王”事败后，朱賢𤍘与父朱榑、兄长原樂安王朱賢烶一同暴卒。《罪惟录》载其次兄长山王朱賢焌也如此去世，但《明实录》记载朱賢焌早已在永乐十一年（1413年）正月去世。